# Luís dos Reis
Luís dos Reis (sinh ngày 1 tháng 2 năm 1962) là một huấn luyện viên và cựu cầu thủ bóng đá người Brasil.

## Sự nghiệp Huấn luyện viên
Luís dos Reis đã dẫn dắt Ventforet Kofu, Marília và Rio Claro.